# دوآغ ادومی
دوآغ ادومی (به عبری: דּוֵֹיג, דּוֹאֵג, דֹּאֵג) درباری و مشاور مورد اعتماد شائول و از اهالی ادوم بود. می‌نماید که او مسئول نگهداری دارایی‌ها و گله‌دار پادشاه بوده‌باشد. برخی احتمال داده‌اند که دربارهٔ لقب او اشتباهی املائی انجام گرفته و از این رو مقام او را رئیس گارد محافظان پادشاه پنداشته‌اند.
دوآغ از وفادارترین مقامات شائول بود. او به فرمان پادشاه در شهر نوب هشتاد و پنج کوهن را از دم تیغ گذراند و از آن میان تنها ابیاتار پسر اخیملک توانست بگریزد و به نزد داوود رفته و داستان را برایش بازگوید.